# Ingeborg Schager
Hilda Ingeborg Sofia Schager, född den 4 augusti 1872 i Stockholm, död den 30 maj 1947 i Adolf Fredriks församling i Stockholm, var en svensk hushållspedagog.
Hon grundade 1893 tillsammans med Ingeborg Walin Högre lärarinneseminariets hushållsskola (från 1926 Statens skolköksseminarium och hushållsskola), där hon var lärare i födoämneslära och matlagning 1893–1933 och föreståndare 1919–1933. Hon var sakkunnig i livsmedelsnämnden 1916–1919, ledamot i Svenska kvinnors medborgarförbunds stockholmsavdelning 1921–1947. Ingeborg Schager är begravd på Norra begravningsplatsen utanför Stockholm.